# Popillia muelleri
Popillia muelleri är en skalbaggsart som beskrevs av Hermann Julius Kolbe 1894. Popillia muelleri ingår i släktet Popillia och familjen Rutelidae. Inga underarter finns listade i Catalogue of Life.